# 리고 드 주누이
샤를 리고 드 주누이(Charles Rigault de Genouilly)는 프랑스의 해군 제독이었다. 그는 크림 전쟁과 제2차 아편 전쟁에서 참여하여 싸웠지만 오늘날에는 프랑스가 베트남 정복을 시작한 코친차이나 전역(1858년 ~ 1862년)의 시작 단계에서 프랑스와 스페인 군대를 지휘한 제독으로 기억되고 있다.

## 초기 경력
샤를 리고 드 주누이는 프랑스 샤랑트마리팀주 로슈포르의 해군 관련 집안에서 태어났다. 그의 아버지는 해군 기술자였고 그의 어머니는 조카딸이었고 미국 독립 전쟁 중 해군사령관인 끌로드 미토 드 주누이가 딸로 입양했다.
리고 드 주누이는 1825년 에콜 폴리테크니크에 입학했다. 그는 1827년에 해군에 입학했고, 그리스 독립 전쟁 중 플레드리스 호(Fleur de Lys)를 타고 모레아 원정을 떠났다. 1828년에 그는 레솔레(Résolue)로 전근하여, 그리스 제도의 해적을 소탕하는 일에 참가했다.

## 참고 자료
- Encyclopædia Britannica Online "Charles Rigault de Genouilly"
- Granier, Hubert, Histoire des marins français, 1815–1870 (Nantes: Marines éditions, 2002)
- Randier, J., La Royale (Editions Babouji, 2006) ISBN 2-35261-022-2
- Robert, Adolphe; Bourloton, Edgar; Cougny, Gaston, 《Dictionnaire des parlementaires français (1789-1891)》 5, 147쪽
- Taboulet, G., La geste française en Indochine (Paris, 1956)
- Taillemite, Etienne (2004), “Un amiral-ministre polytechnicien, Rigault de Genouilly”, 《Bulletin de la Société des amis de la Bibliothèque de l'École Polytechnique》 35, 2020년 10월 30일에 원본 문서에서 보존된 문서, 2019년 12월 3일에 확인함
- Thomazi, A., Histoire militaire de l'Indochine française (Hanoi, 1931)
- Thomazi, A., La conquête de l'Indochine (Paris, 1934)
- Tucker, S. C., Vietnam (University Press of Kentucky, 1999) ISBN 0-8131-0966-3